# Дютур, Жан
Жан Гвенаэ́ль Дюту́р (фр. Jean Gwenaël Dutourd; 14 января 1920, Париж, Франция — 17 января 2011, там же) — французский писатель, член Французской академии, академик Сербской академии наук и искусств, президент Ассоциации защиты французского языка (до 2010 года).

## Биография
Учился на философском отделении Сорбонны. Во время Второй мировой войны участвовал в движении Сопротивления; провёл полтора месяца в немецком плену, из которого бежал, вернувшись в Париж.
Дебютировал в литературе в 1946 году романом «Комплекс Цезаря» (фр. Le Complexe de César), удостоенным премии Стендаля. Автор романов, повестей, новелл, литературно-критических эссе, социально-политических хроник. Произведения Дютура переведены на многие языки мира, включая русский.
В 1981 году Эдуар Молинаро снял для телевидения мини-сериал «В хорошем масле» по одноимённому роману Жана Дютура, удостоенному в 1952 году премии «Интералье».